# Tüßling
Tüßling este o comună din districtul Altötting, landul Bavaria, Germania.